# Thursford
Thursford est un village et une paroisse civile du Norfolk, en Angleterre.